# Andrea Coda
Andrea Coda (Massa, 25 de abril de 1985) é um futebolista italiano que atualmente joga na Pescara Calcio.

## Carreira
Coda representou a Seleção Italiana de Futebol, nas Olimpíadas de 2008. 